# Xã New Richland, Quận Waseca, Minnesota
Xã New Richland (tiếng Anh: New Richland Township) là một xã thuộc quận Waseca, tiểu bang Minnesota, Hoa Kỳ. Năm 2010, dân số của xã này là 443 người.